# Свидетельство (фильм, 1995)
«Свиде́тельство» (англ. Evidence) — короткометражный документальный фильм режиссёра Годфри Реджио с музыкой композитора Филипа Гласса (часть «Фасады» из сюиты «Glassworks»).
На протяжении нескольких минут фильм показывает молчаливую группу детей, сидящих в полутёмной комнате. Неподвижными, остекленевшими взглядами они смотрят на зрителя, нередко вызывая у впервые знакомящихся с лентой смутный тревожный дискомфорт и подозрения, что дети больны, или умственно отсталы, или находятся под воздействием какого-то препарата. Финальный титр объясняет смысл увиденного: дети просто смотрели телевизор.
«Свидетельство» были снято в Риме в марте 1995 года; по телевизору шёл мультфильм «Дамбо».
Приём, на котором построено «Свидетельство» — взгляд персонажа в камеру — используется и в других работах Реджио.

…как вы следите за происходящим на экране, так и фильм вглядывается в вас. В кино одним из табу считается взгляд прямо в камеру. Конечно, есть исключения, но в целом так не делают, потому что это изменит вуайеристский характер взаимоотношений между персонажем и зрителем. Зрители видят абсолютно всё: интимные и комические сцены, войну, — но при этом будто бы подглядывают в замочную скважину. Так что я намеренно хотел сделать всё наоборот и позволить людям на экране смотреть прямо на зрителя. Кому-то это покажется скучным, кто-то вновь спросит: «И что это значит?». Но это такое упражнение, не подразумевающее когнитивного подхода.
— Годфри Реджио, интервью по поводу фильма «Посетители» на 36-м Московском международном кинофестивале